# Boëssé-le-Sec
Boëssé-le-Sec település Franciaországban, Sarthe megyében. Lakosainak száma 534 fő (2022. január 1.). Boëssé-le-Sec La Bosse, Sceaux-sur-Huisne, Tuffé Val de la Chéronne, Villaines-la-Gonais, Saint-Denis-des-Coudrais és Saint-Martin-des-Monts községekkel határos.

## Népesség
A település népességének változása:
| Lakosok száma | 622  | 622  | 639  | 632  | 604  | 575  | 547  | 541  | 534  |
|               | 2013 | 2015 | 2016 | 2017 | 2018 | 2019 | 2020 | 2021 | 2022 |